# Red Special
Red Special (с англ. — «Красная особая») — электрогитара, сконструированная гитаристом Брайаном Мэем и его отцом Гарольдом в начале 1960-х годов, когда Брайан был подростком. Red Special также иногда упоминается Мэем и другими как Fireplace (камин) или Old Lady. Название Red Special произошло от красновато-коричневого цвета, который гитара приобрела от морилки и многочисленных слоёв полимерного состава «Rustins». Название Fireplace является ссылкой на тот факт, что дерево, используемое для изготовления грифа, сделано из каминной полки.

## История изготовления

Брайан всегда мечтал о гитаре Fender Stratocaster, но у его семьи не хватало денег на такую дорогую покупку, поэтому, в отличие от инструментов большинства музыкантов, Red Special была собрана Брайаном своими руками вместе с его отцом Гарольдом. Брайан решил, что если уж делать свою гитару, то она должна полностью удовлетворять его во всех отношениях.
Я начал с классической испанской гитары и начал экспериментировать, чтобы посмотреть, как изменяется звук. Я не хотел, чтобы моя гитара звучала как Fender. Я также знал, что хочу 24 лада и никогда не мог понять, почему люди остановились на 22…
Вместе с отцом Брайан собрал гитару из деталей старого шкафа и каминной полки XVIII века, которую друг семьи Мэев собирался выбросить. В общей сложности это стоило им 8 фунтов. Гриф был выстроган в желаемую D-форму вручную, дело это было нелёгким, так как древесина была стара и изрядно выедена вредителями. По словам Мэя, в грифе есть две дырочки короеда.
Брайан Мэй при создании формы корпуса гитары сначала нарисовал проекции формы, которые были нужны со всех четырёх сторон, после чего начал обрезать все ненужное. Сначала получилось нечто бесформенное, угловатое, потом необходимо было обтесать все углы, придать корпусу округлую форму. В основном при создании корпуса Red Special использовался обычный перочинный нож, а для доведения до конечной формы гитара шлифовалась наждачной бумагой, которая подбиралась для шлифовки всё тоньше и тоньше. Затем Брайан полировал свою гитару и производил повторную шлифовку жидким полимерным составом, пока для придания окончательной формы процедура не напоминала что-то вроде полировки металла.
На изготовление гитары ушло два года. Гриф был сделан из цельного куска красного дерева двухсотлетней давности, выпиленного из каминной полки, полупустой корпус — из твёрдого дуба, но для придания гитаре хорошего внешнего вида его отделали красным деревом. Металлические детали были сделаны из частей мотоцикла, а перламутровые маркеры на ладах и колки — из пуговиц. В отличие от остальных гитар того времени на «Красной Леди» было 24 лада. Имеет уникальное звучание. После долгих экспериментов Брайан понял, что вместо стандартного медиатора ему удобнее играть обыкновенной английской монетой достоинством в шесть пенсов.
Я чувствую, что это даёт мне более близкий контакт со струнами и больше контроля над ними во время игры.
Эта монета вышла из обращения в начале 70-х годов. Но в 1993 году Королевский монетный двор Великобритании  выпустил монеты с изображением Брайана, чтобы он мог продолжать использовать их как медиатор.
Red Special звучит почти на всех студийных хитах Queen, и Брайан до сих пор предпочитает использовать свою «каминную» гитару в студии и на концертах. За секретом звучания Red Special охотились многие известные производители музыкальных инструментов, но серийное производство было налажено фирмой Guild Guitar Company. Правда, вскоре оно прекратилось из-за споров относительно дизайна гитары, и производством занялась компания Burns Guitars. На текущий момент три различные компании выпускают модель Red Special: Brian May Guitars (производство Burns Guitars), RS Guitars (ручной работы, Аризона, США) и KZ GuitarWorks (ручной работы, Япония, мастер Kazutaka Ijuin). Компания Dillion Guitars (Корея) также производит неофициальные копии. 
В России изготовлением реплик гитары занимается мастерская Analog Kid Guitars.

### Параметры и исполнение

#### Исполнение
Гриф выполнен с дубовой накладкой и имеет 24 лада. Каждая разметочная точка на грифе изготовлена вручную  из перламутровых пуговиц. Мэй решил разместить их следующим образом: по одной точке на 3-м, 5-м, 9-м, 15-м, 17-м и 21-м ладах, по две точки на 7-м и 19-м ладах и по три на 12-м и 24-м.
Корпус сделан из столярного щита и тон блока из дуба и отшпонирован махагони. Гитара с обеих сторон окантована белым пластиком  шириной 2 мм. Система тремоло  и бридж были также сделаны Брайаном и Гарольдом в собственной мастерской, бриджевый датчик был модифицирован Брайаном в домашних условиях.

#### Спецификация
- Корпус
  - Столярный щит с дубовым тонблоком и шпон махагони, полуакустический
  - Толщина: 39 мм
- Гриф
  - Болчёный, один большой болт, который проходит сквозь корпус до грифа и упирается в накладку. Соединение также укреплено двумя небольшими шурупами у пятки грифа, что доходят до бриджевого звукоснимателя.
  - Гриф изготовлен из махагониевой доски, взятой с камина, на котором она пролежала более 200 лет.
  - Угол наклона грифа: 2°
  - Угол наклона пера грифа: 4°
  - Ширина у нулевого порожка: 47 мм
  - Ширина у порожка 12-го лада: 51 мм
  - Толщина у нулевого порожка: 25 мм
  - Толщина у порожка 12-го лада: 27 мм
  - Для комплектации грифа 24 ладами мензура Red Special уменьшена и имеет длину всего 24" (609.6 мм); В сравнении с Gibson 24.75" (628.65 мм) и Fender около 25.5" (647.7 мм) длины мензуры. Уменьшенная мензура придаёт более тесный контакт со струнами, что способствует удобному использованию бэндов и широких вибрато.
- Накладка
  - Дуб, окрашенный в чёрный цвет
  - Радиус: 7.25" (184.15 мм)
  - Мензура: 609.6 мм
  - Количество ладов: 24
  - Размер ладов: 24 x 1.2
  - Инкрустация: 3°, 5°, 9°, 15°, 17°, 21° (одна метка), 7° и 19° (две метки), 12° и 24° (три метки)
- Нулевой порожек
  - «Нулевой» порожек из бакелитового пластика
- Струны
  - Ширина между струнами у нулевого порожка: 41 мм (по 8.2 мм)
  - Ширина между струнами у бриджа: 49 мм (по 9.8 мм)
  - Наименование: Optima Gold Brian May Custom Gauge (.009 .011 .016 .024 .032 .042)
- Другое
  - Звукосниматели: 3 модифицированных Burns Tri-Sonic
  - Рычаг тремоло: самодельный из запчастей старого мотоцикла
  - Пикгард и рамки: чёрное оргстекло
  - Управление: ручка громкости, ручка тона, выключатель (вкл./выкл.) для каждого датчика, переключатель полярности для каждого датчика
  - Вес: 3.6 кг